# Ференики
Миноносец «Ференики» (греч. Φερενίκη) — головной корабль одной из первых серий миноносцев военно-морского флота Греческого королевства.
Первые 5 кораблей, вооружённые торпедами и названные миноносцами, появились на греческом флоте в 1873 году. Новое греческое правительство С. Трикуписа, пришедшего к власти в 1880 году, разместило заказы строительства 5 миноносцев в Великобритании и 5 во Франции. Во Франции были одновременно заказаны канонерские лодки типа Альфа.
Серия 5 однотипных миноносцев типа «Ференики» была построена на французской верфи ‘FORGES ET CHANTIERS’. Другими кораблями серии были : «Терпсихори ΙΙ», «Персефони Ι», «Терпситеа», «Каллитеа».

## Служба
Корабль был построен в 1881 году. Неизвестно если корабль назван в честь какой-либо из многочисленных цариц эллинистического мира, носивших это имя, но с греческого греч. Φερενικη переводится как «приносящая победу» (греч. φέρω — приносить и греч. νίκη — победа). В 1882 году все корабли серии были переименованы: «Ференики» в Миноносец ‘1’, а остальные корабли серии, соответственно, в миноносцы ‘2’, ‘3’, ‘4’ и ‘5’.
Греческий художник маринист Эмилиос Просалентис, в своей картине «Миноносец типа Ференики», изображает миноносец вооружённым шестовыми минами, также как были вооружены канонерские лодки типа Альфа, близкие миноносцам класса Ференики по характеристикам и построенные в те же годы, на тех же французских верфях. По прибытии в Грецию корабли не имели торпедного оборудования. После того как на базе ВМС Греции, на острове Саламина, на миноносцах были установлены по два 14-дюймовых торпедных аппарата, они стали именоваться «миноносцами береговой обороны».
«Ференики», также как и другие корабли серии, не внёс какого либо заметного вклада в боевой истории греческого флота. В «странной» греко-турецкой войне 1897 года, турецкий флот не смел выйти из Дарданелл, в силу качественного превосходства греческого флота. Но несмотря на это, греческий флот не вёл предписанных ему наступательных операций, что вызвало протест морского министра Н. Левидиса в адрес королевского двора и его отставку. Флотилией 8 миноносцев командовал принц Георг, граф Корфский. «Ференики» («Миноносец-1») также принял участие в войне (то есть, также бездействовал), в составе этой флотилии.
Миноносец был выведен из состава флота в 1905 году.